# Fuchsia paniculata
Fuchsia paniculata là một loài thực vật có hoa trong họ Anh thảo chiều. Loài này được Lindl. mô tả khoa học đầu tiên năm 1856.

## Hình ảnh

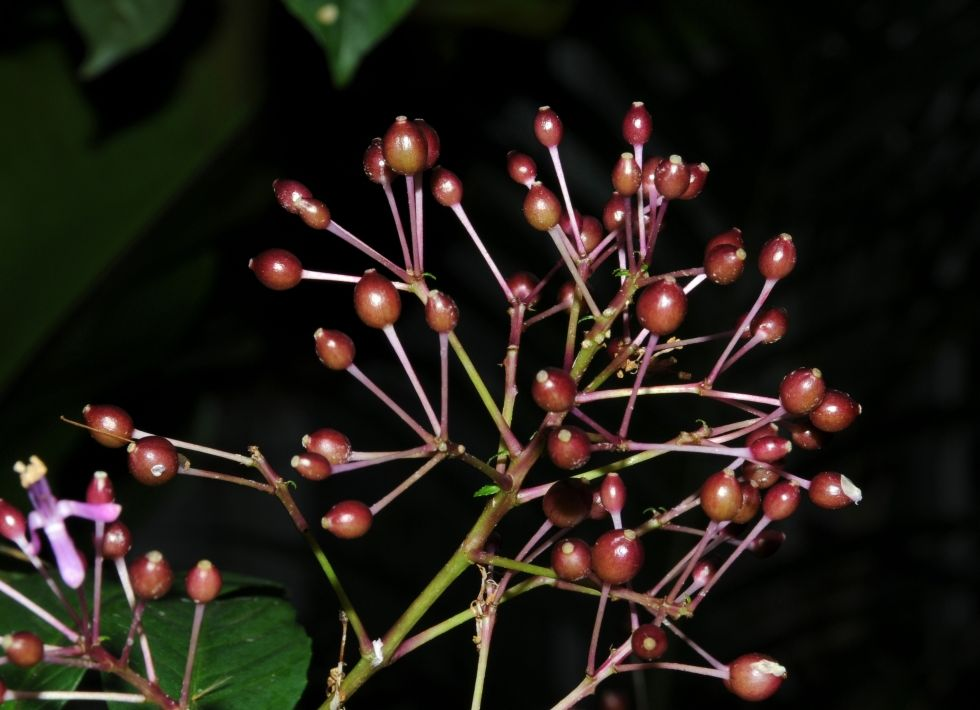
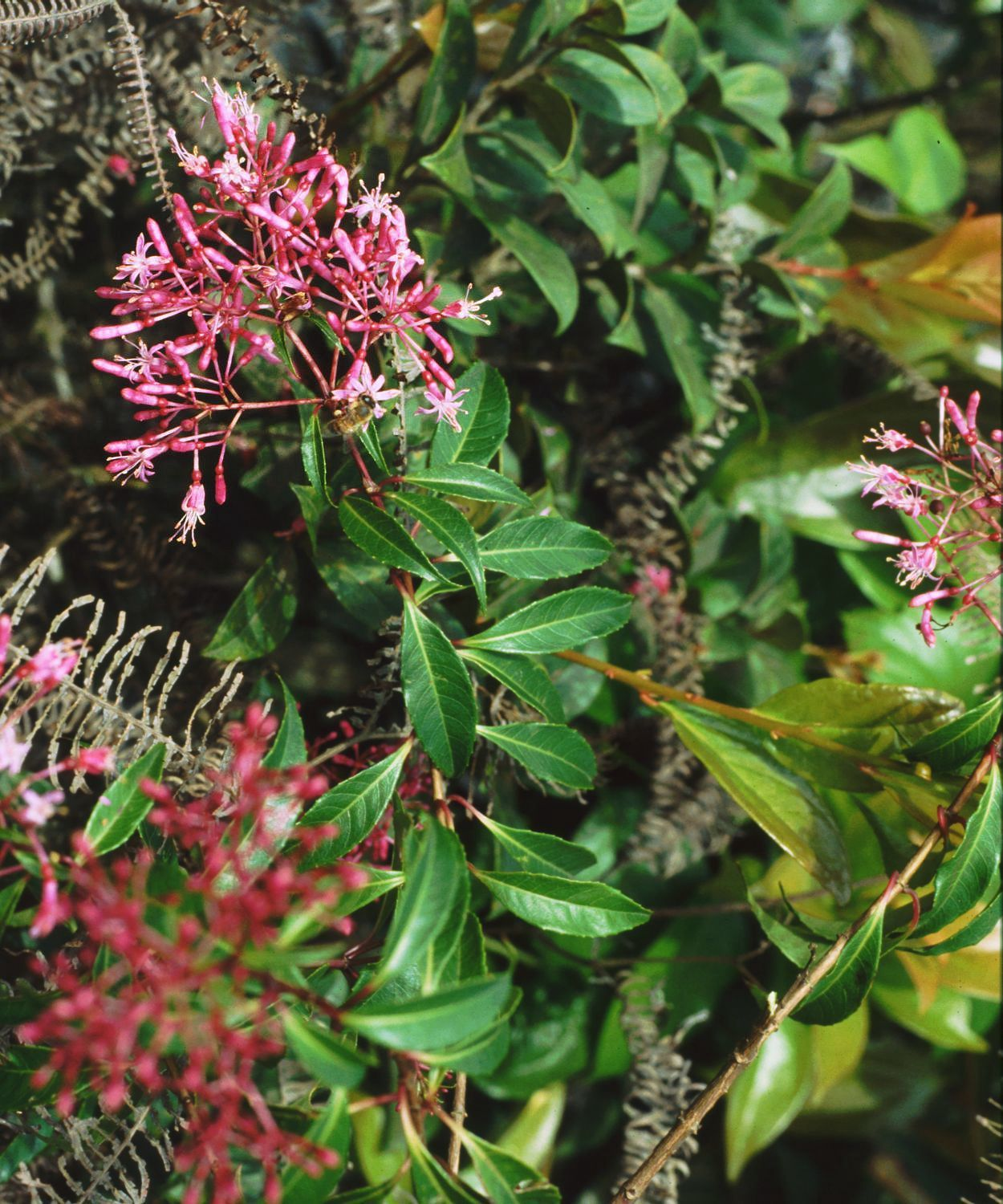
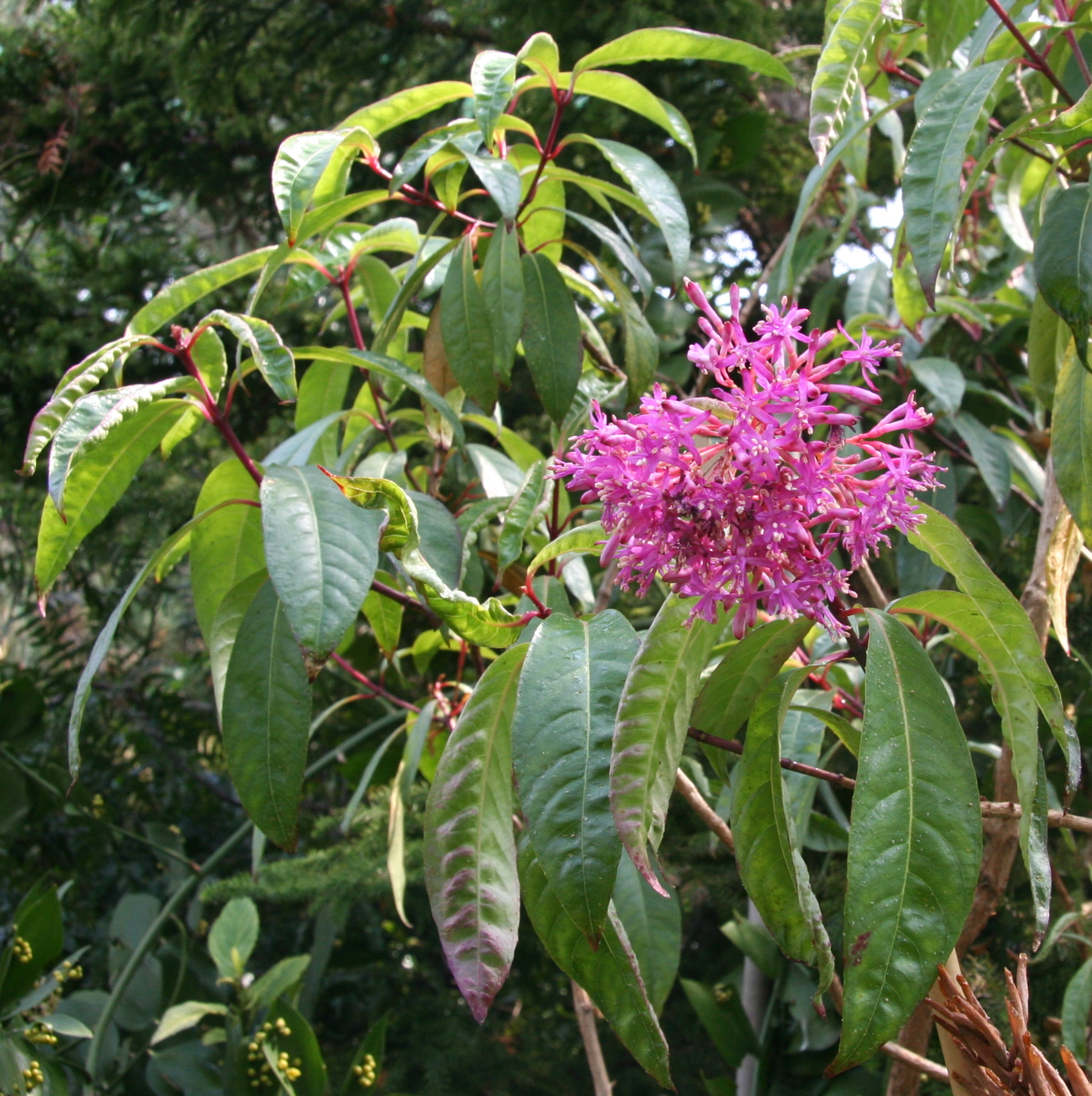
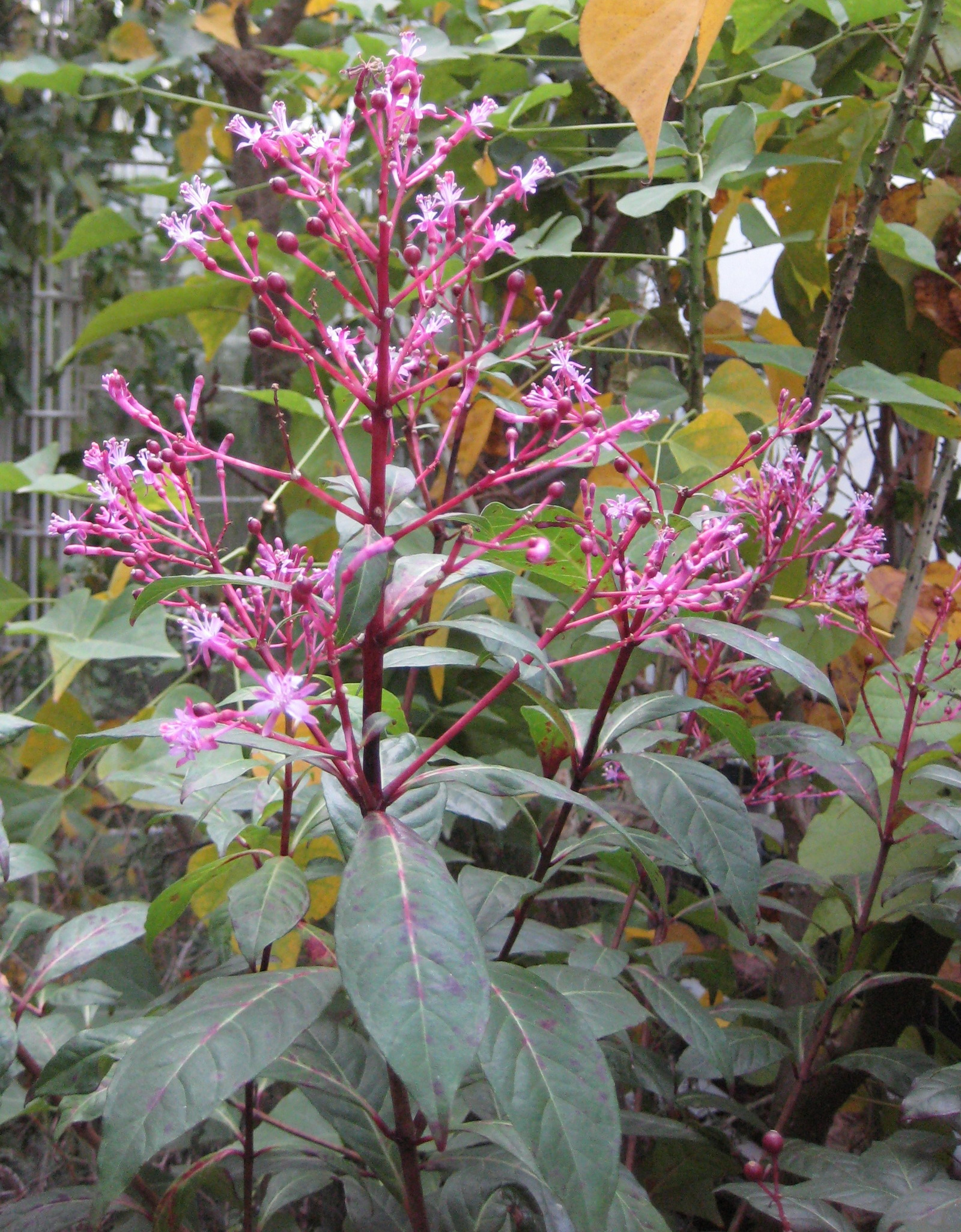